# Phytometra sanctiflorentis
Phytometra sanctiflorentis är en fjärilsart som beskrevs av Jean Baptiste Boisduval 1834. Phytometra sanctiflorentis ingår i släktet Phytometra och familjen nattflyn. Inga underarter finns listade i Catalogue of Life.